# Wojciech Fangor

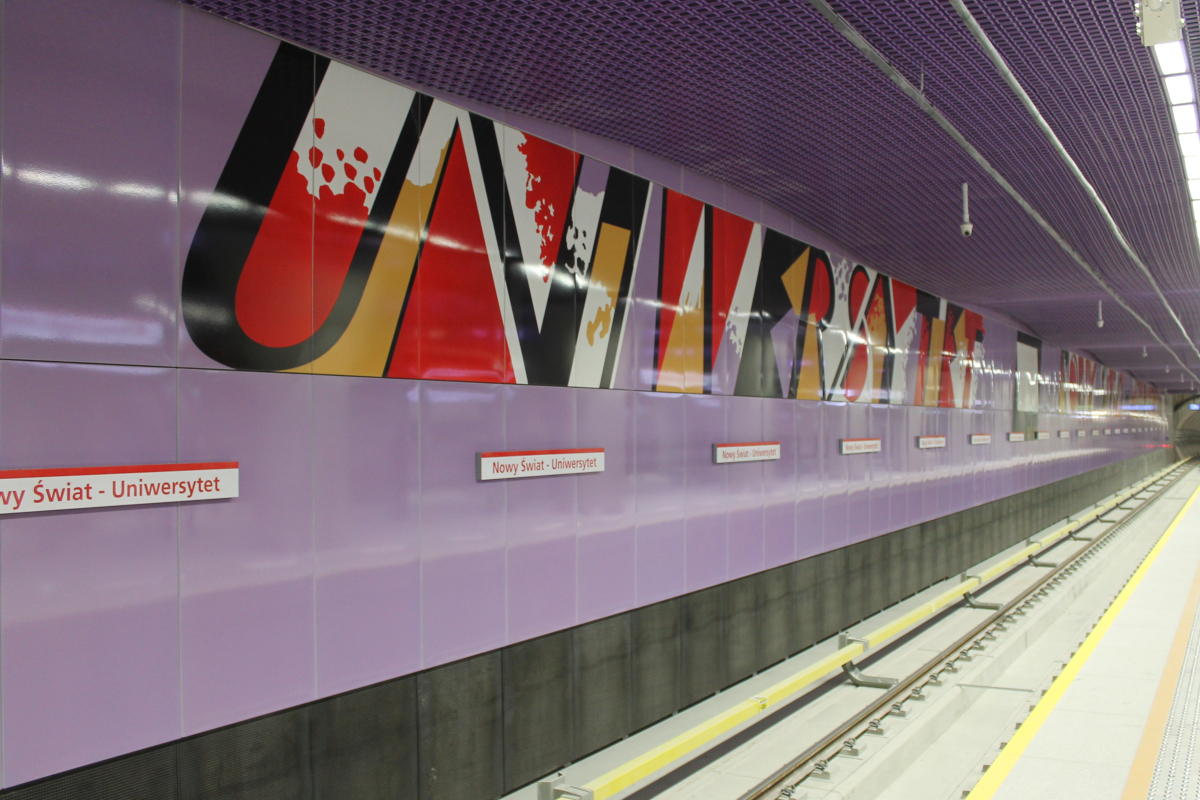
Disseny de Fangor a l'estació del metro de Varsòvia (Nowy Swiat-Uniwersytet)

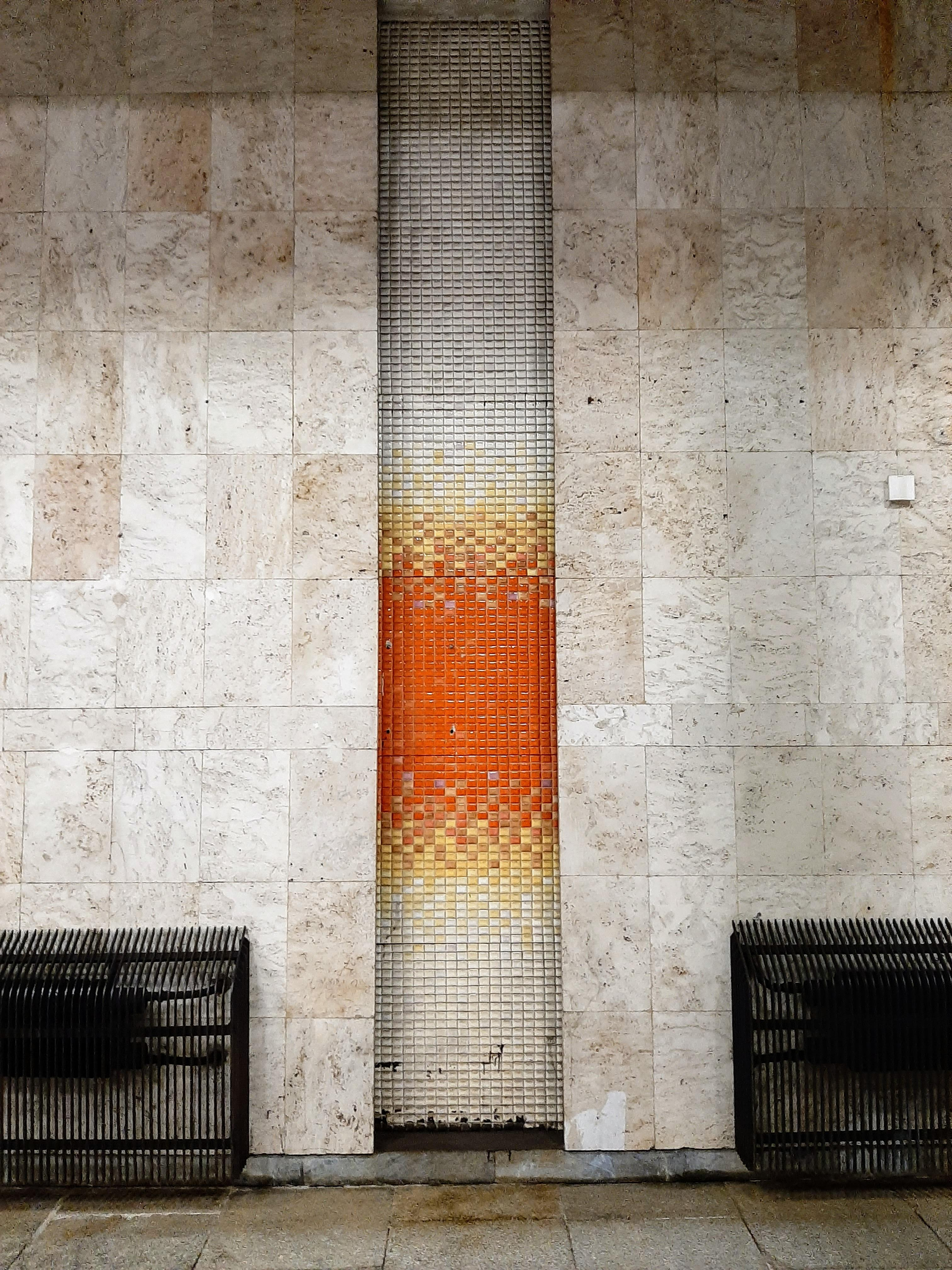
Mosaics, estació de ferrocarril de Warszawa Śródmieście

Wojciech Fangor   (Varsòvia, 15 de novembre de 1922 - Varsòvia, 25 d'octubre de 2015) fou un pintor, grafista, dissenyador i escultor polonès, representant del moviment Op-Art.

## Biografia
El seu pare era un home de negocis a Varsòvia i la seva mare pianista i poetessa. Durant l'època de la II Guerra Mundial Fangor va rebre una educació de molt nivell amb tutors i professors particulars, i formació artística per part de Felicjan Szczesny Kowarski.
Amb el pintor Tadeusz Kozlowoski va viatjar per diversos països d'Europa, especialment per Itàlia (Venècia, Nàpols, Florència i Roma).
L'any 1961 va marxar de Polònia i durant cinc anys va viure a diferents ciutats europees com Viena, Berlín, Londres i Paris, fins que el 1966 va marxar a Estas Units i no va tornar a Polònia fins al 1998, amb la seva dona Magdalena Schummer.
Va rebre beques de l'Institut d'Art Contemporani de Washington DC (1962) i de la Fundació Ford de Berlin Occidental (1964-65).
Va ser professor a la Bath Academy, a la Universitat Farleigh Dikinson de Madison, i lector convidat a Harvard (1967-68).

## L'obra i carrera artística de Fangor
El 1949 va fer el seu debut artístic amb una exposició de collage cubistes i retrats al Club de Joves Artistes i Científics de Varsòvia.
La seva obra està inspirada en pintors com Matisse, Leger i Picasso.
Inicialment va estar molt influenciat pels moviments socials i polítics de l'època, amb obres com "Figures" (dos obrers i una dona elegant, sobre un fons en ruïnes) del 1950 i "Mare coreana" del 1951, que conjuntament amb "Lenin i Poronin" va rebre el segòn premi a la II Exhibició Nacional de Belles Arts a Varsòvia. Amb el desglaç propiciat per la mort de Stalin el 1953, Fangor va tenir l'oportunitat de desmarcar-se aviat de l'art oficial que imposava la ideologia soviètica, i a partir de llavors la seva producció es va centrar, d'una banda, en l'elaboració de dibuixos pel setmanari Zycie Warszawy i en el disseny gràfic.i Dos anys més tard va fer el cartell de la pel·lícula "Les Muralles de Malapaga", que d'alguna forma va representar la fundació de l'escola polonesa de cartellisme, modalitat que va ocupar molta de l'activitat de Fangor (l'any 1961 en va pintar més de 90).
A finals dels anys 50 va col·laborar amb l'arquitecte Stanislaw Zmecznik en el muntatge de l'exhibició "Estudi de l'espai" al Saló de la Nova Cultura a Varsòvia (1958), amb quadres penjants a les parets i altres en cavallets.
El 1965 va participar en una exposició al MOMA de Nova York, i a finals del 1970 va exposar al Museu Guggenheim de NY.
De la seva etapa als Estats Units, quan va tornar al seu país, es va emportar més de 100 obres, col·lecció que està al Museu Jacek Malczewski a Radom.
L'obra, l'estil i les disciplines artístiques de Fangor han evolucionat en el transcurs de la seva dilatada vida, des del realisme socialista i obres figuratives, a l'abstracció, amb actuacions en molts àmbits, com els projectes arquitectònics (Pavelló de Polònia a la Fira Mundial de Brussel·les), el muntatges a l'aire lliure, interiorisme (Estació Central i metro de Varsòvia), cartells pel cinema, decorats i escenografies per televisió i dansa (Companyia de Martha Graham), etc.
A finals de l'any 2015 i fins a gener de 2016, ja després de la seva mort, es va organitzar una exposició de peces arquitectòniques, instal·lacions i objectes espacials, al Centre Polonès d'Escultura a Orónsko.
Ha fet exposicions individuals a galeries de ciutats com Varsòvia, Washington, París, Berlín, Leverkusen, Stuttgart, Nova York, Berkeley, Chicago i Londres.